# Yunxianmens
De Yunxianmens is een mensensoort waarvan Homo erectus-fossielen gevonden zijn op de paleontologische site Xuetangliangzi (Chinees: 学堂 梁子) in het district Yunyang van de provincie Hubei, China. De site ligt aan de monding van de Quyuan He in de Han. 
In 1989 en 1990 werden nabij de gemeente Mitousi fragmenten van twee ernstig vervormde en gefragmenteerde schedels ontdekt (EV 9001 en EV 9002), welke door hun ontdekkers aan Homo erectus werden toegeschreven. Op basis van nabij gevonden dierlijke fossielen werd de leeftijd van de twee schedels bepaald op ongeveer 600.000 tot 400.000 jaar. De fossielen zijn opgegraven door het Provinciaal Museum van Culturele Voorwerpen en Archeologie van Hubei, het Yunyang-Museum (nu het Shiyan-Stadsmuseum) en het Yun-Districtsmuseum. 
Paleoantropoloog Chris Stringer sloot in 2012 een mogelijke identificatie als Homo heidelbergensis niet uit.
De Xuetangliangzi-site (Xuetangliangzi yizhi 学堂 梁子 遗址) staat sinds 2001 op de lijst van monumenten van de Volksrepubliek China (5-79).